# Volvo PV800
Volvo PV800, populärt kallad Droskan, var en av Volvos äldre taximodeller. Bilen kom på många håll att dominera taxiparken under lång tid.

## PV800

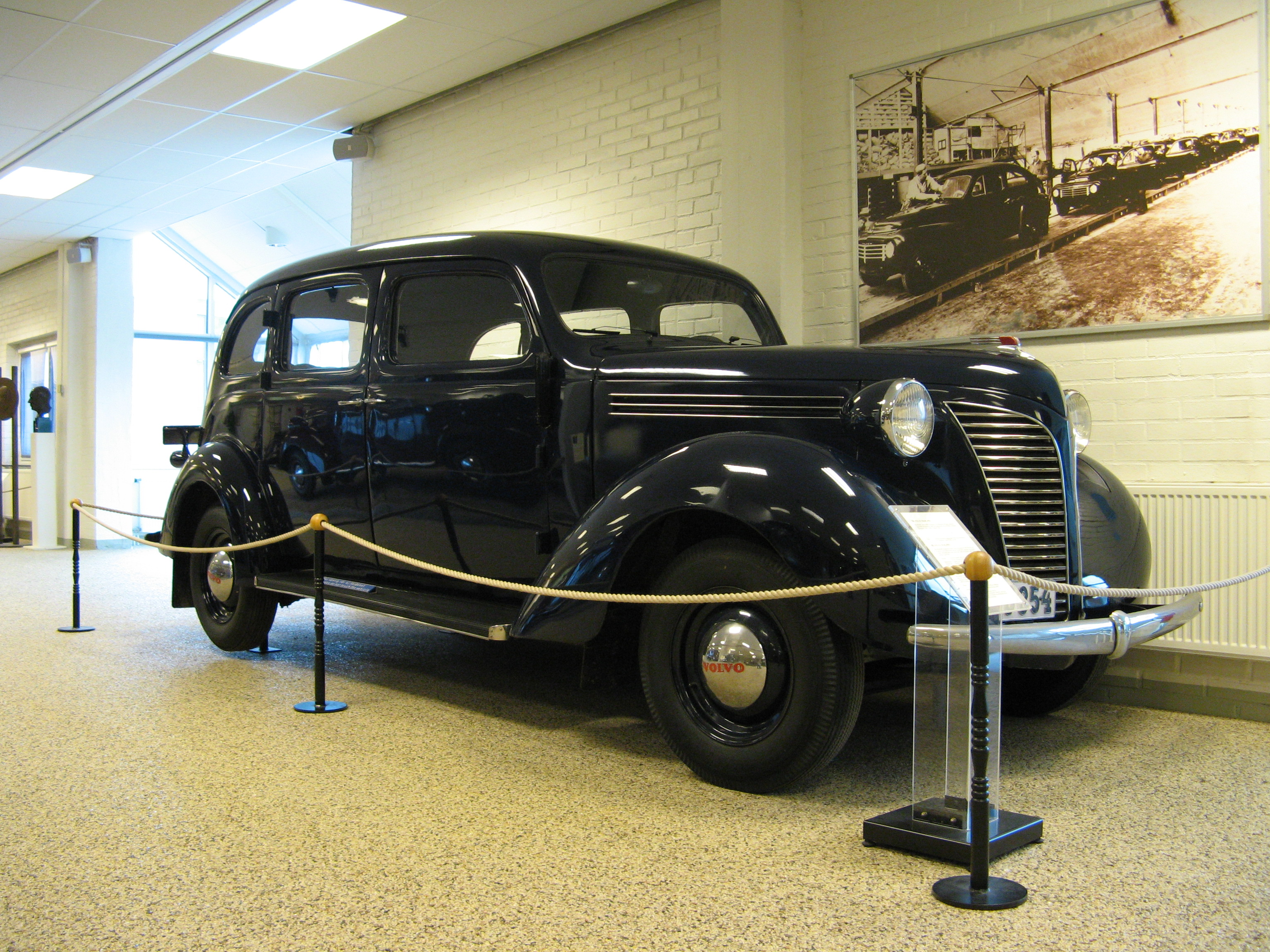
Volvo TR 802 (1938).

Modellen introducerades 1938 och ersatte den tidigare TR700-serien. Chassi och kaross var helt nykonstruerade och betydligt modernare än företrädaren, men motorn fick hänga med oförändrad. Fronten användes även på Volvos minsta lastbil, LV100-serien.
Liksom föregångaren kunde man beställa vagnen med eller utan mellanruta. Varianten utan mellanruta kunde användas som reservambulans genom att fälla undan alla stolar på bilens högra sida och skjuta in en bår genom bagageutrymmet. Populärnamnet "Suggan" har förklarats med att den som skolskjuts rymde en årskull, gemensamt namn för årsgamla skolbarn och den grupp kultingar en grishona, sugga, föder samtidigt.
I slutet av 1957 lade Volvo ned tillverkningen av modellen, utan att presentera någon efterträdare. Volvo behövde tillverkningskapaciteten till andra modeller, nu när försäljningen av Amazon tagit fart och man stod i begrepp att presentera PV544. Med modellen försvann hela taximarknaden för Volvo, eftersom Amazonen var för liten för att användas som taxi och det skulle dröja tio år innan Volvo kunde presentera en passande ny bil, i form av Volvo 140.

### Tekniska data
Motor:		typ EC, rak sexcylindrig sidventilsmotor
- Slagvolym:	3670 cm3
- Borrning x slag:	84,14x110 mm
- Effekt:		84 hk

Växellåda:	3-växlad manuell, med osynkroniserad 1:a
Hjulbas:	325 cm
Varianter:
- PV800:	1940–1947, 37 tillverkade, chassi
- PV801:	1938–1947, 550 tillverkade, med mellanruta
- PV802:	1938–1947, 1081 tillverkade, utan mellanruta
- PV810:	1938–1947, 180 tillverkade, chassi med hjulbas 355 cm

Summa –––––– 1 848
- TPV:	1944–1946, 210 tillverkade, Terrängpersonvagn m/43

## PV820
1947 kom efterträdaren PV820. Ändringarna var av det mindre slaget: modellen försågs med den nya ED-motorn och rattspaken från Volvo PV60.

### Tekniska data (skilda från PV800)
Motor:		typ ED, rak sexcylindrig sidventilsmotor
- Effekt:		90 hk

### Varianter
- PV821:	1948, 200 tillverkade, med mellanruta
- PV822:	1947–1948, 300 tillverkade, utan mellanruta
- PV823:	1947–1948, 150 tillverkade, chassi
- PV824:	1947–1948, 150 tillverkade, chassi med hjulbas 355 cm

Summa ––––––– 800

## PV830

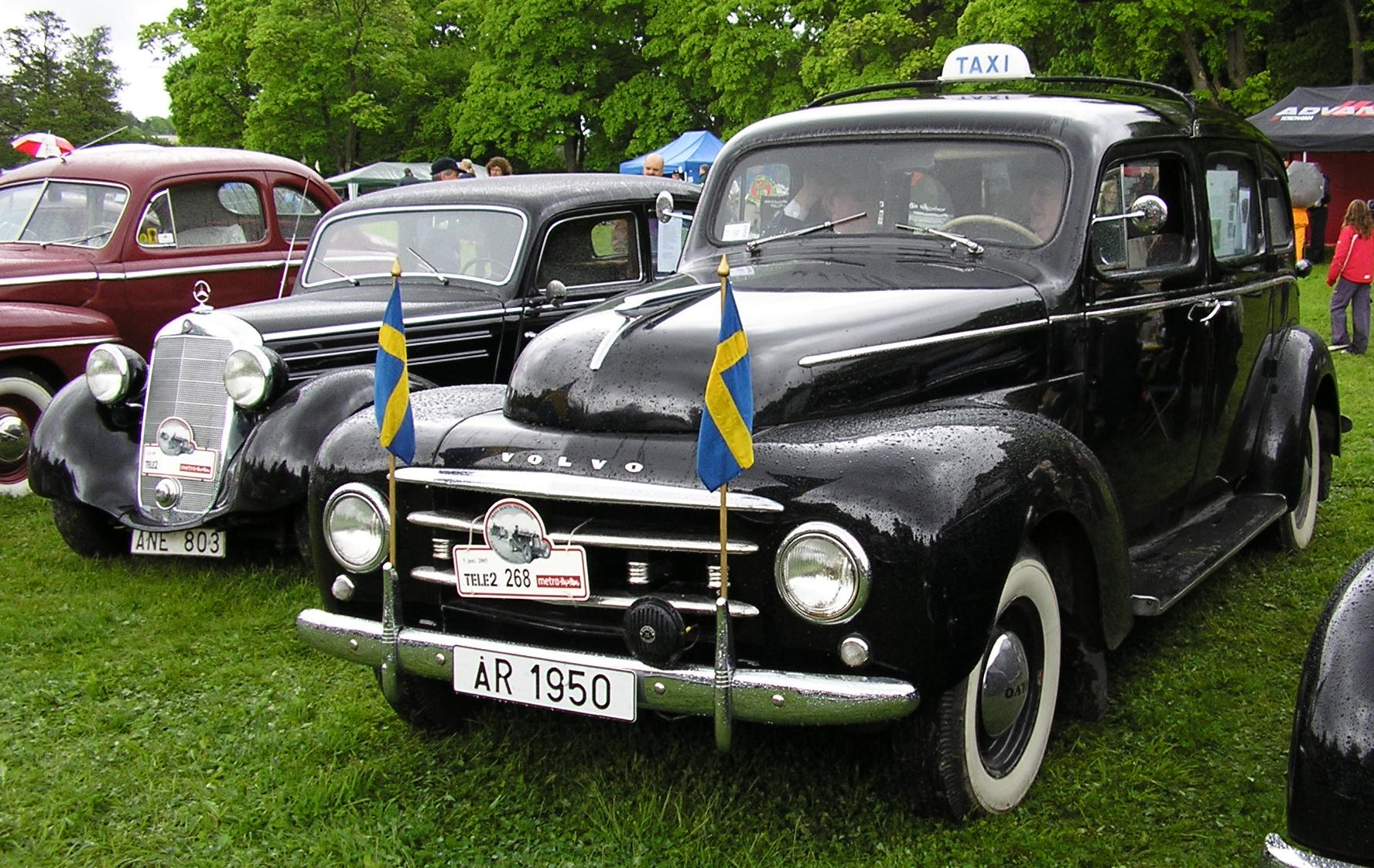
Volvo PV831.

Hösten 1950 uppdaterades PV830. Förändringarna inskränkte sig till en ny front i stil med PV444 och den lätta lastbilen L340. Från 1953 kunde modellen levereras med individuell framvagnsupphängning. Samtidigt introducerades en lyxvariant, avsedd för direktionsbruk, kallad Disponent. Vagnen var försedd med en omfattande utrustningslista, som omfattade mer påkostade inredningsmaterial, radio, klocka, vita däckssidor, dimljus och sidsökare.

### Varianter
- PV831/832:	1950–1957, 4135 tillverkade
- PV833/834:	1950–1958, 2081 tillverkade, chassi

## Militär tillämpning

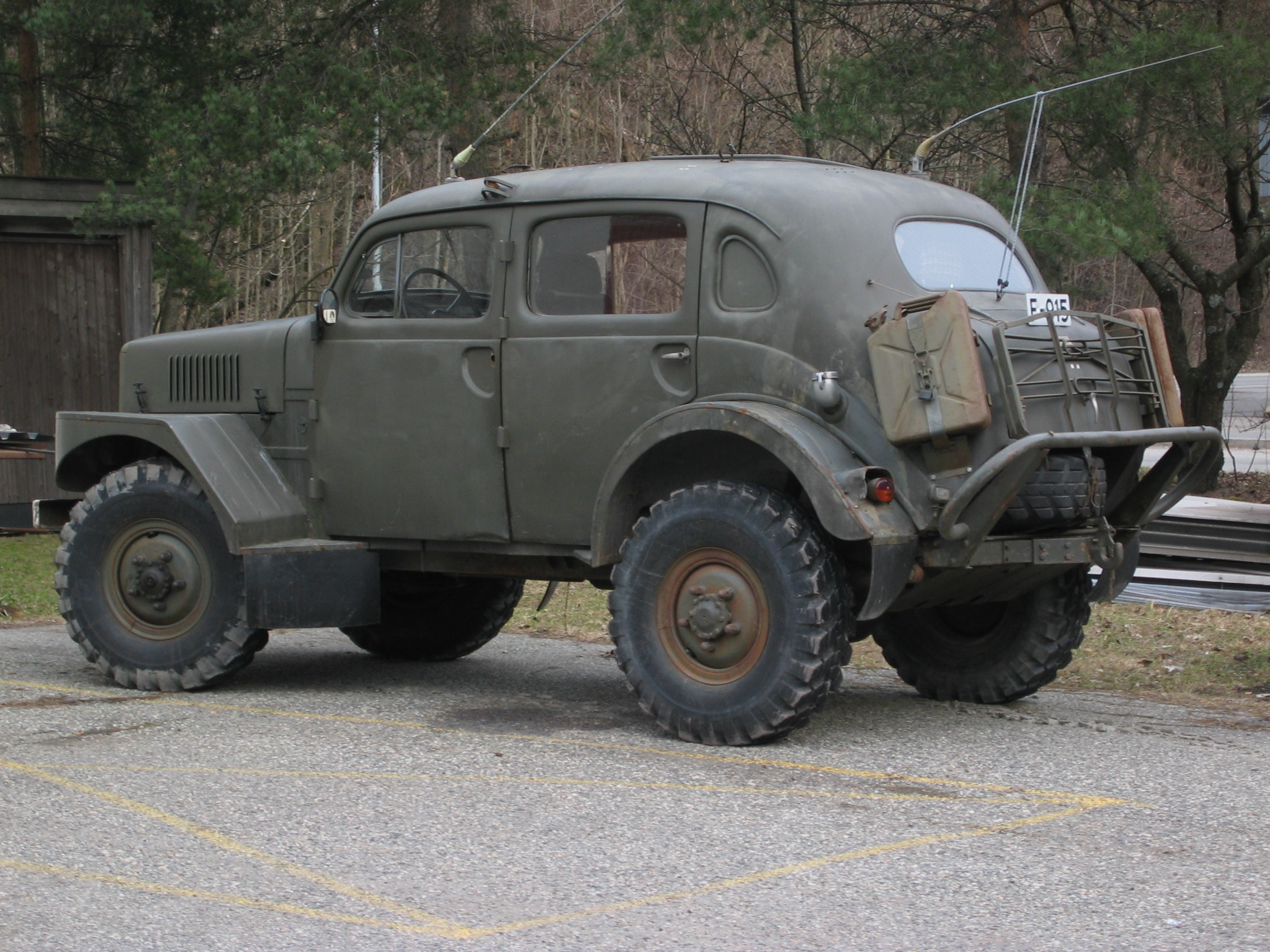
Volvo TP21, också kallad "Sugga". Terränggående chassi med samma kaross.

Under andra världskriget tillverkade Volvo en fyrhjulsdriven terrängbil, kallad Terrängpersonvagn m/43 (TPV), åt Krigsmakten. Mekaniskt baserades den på lastbilsdelar från Spetsnosen, men karossen hämtades från Suggan. Under 1950-talet tillverkade Volvo en efterträdare till TPV åt krigsmakten, kallad TP21 (Terrängpersonvagn 21) eller Radiopersonterrängbil 915 som den kallades av försvarsmakten. För terrängmodellen förekom både smeknamnen Galten och Terrängsuggan, baserat på droskmodellens mycket etablerade smeknamn Suggan. På senare tid har det här förändrats mot att enbart terrängmodellen av många uppfattas alltid ha kallats Suggan, och att droskmodellen bara kallas, och alltid bara skulle ha kallats, för Droskan och Volvodroskan.

### Varianter
- TP21:		1953–1958, 720 tillverkade, terrängpersonvagn